# 29 september
29 september is de 272ste dag van het jaar (273ste dag in een schrikkeljaar) in de gregoriaanse kalender. Hierna volgen nog 93 dagen tot het einde van het jaar.
De datum is samen met 27 september de datum met de meeste letters.

## Gebeurtenissen
- Algemeen
  - 48 v.Chr. - Gnaeus Pompeius Magnus, Romeins staatsman, wordt op zijn 58e verjaardag, bij zijn aankomst in Egypte, in opdracht van Ptolemaios XIII vermoord.
  - 1675 - Frederik van Nassau-Weilburg wordt opgevolgd door zijn zoon Johan Ernst.
  - 1682 - Willem Doudijns, Theodorus van der Schuer, Daniël Mijtens, Robert Duval en Augustinus Terwesten richten de 'Haagsche Teeken-Academie' (nu: Koninklijke Academie van Beeldende Kunsten) op in Den Haag, de eerste kunstacademie in Nederland.
  - 1829 - Londens georganiseerde politiekorps gaat aan de slag. Het wordt later bekend als Scotland Yard.[1]
  - 1941 - Het bloedbad van Babi Jar vindt plaats.
  - 1954 - Het CERN wordt opgericht.[1]
  - 1970 - Het te Rome gehouden congres 'Liberale Internationale' kiest mr. W.J. Geertsema tot vicevoorzitter.
  - 1990 - De Wereldtop voor kinderen van de Verenigde Naties wordt in New York door koning Boudewijn geopend in het bijzijn van staatshoofden uit de hele wereld.
  - 2009 - 190 km ten zuidwesten van de Samoa-eilanden vindt een aardbeving plaats van 8,0 op de schaal van Richter. Er ontstaat een tsunami die zeker aan 189 mensen het leven kost.
  - 2010 - Het Europees Verbond van Vakverenigingen houdt een massademonstratie in Brussel. De vakbonden zien de banken als oorzaak van de crisis en zijn tegen de afgekondigde bezuinigingen op lonen en uitkeringen om de Europese schuldencrisis te bezweren.
  - 2016 - Bij een treinontsporing in de Amerikaanse staat New Jersey vallen zeker een dode en meer dan honderd gewonden.
  - 2017 - Op station Elphinstone in de Indiase hoofdstad Mumbai vallen zeker 22 doden en 39 gewonden doordat op een overvolle voetgangersbrug paniek uitbreekt.[2]
- Criminaliteit en veiligheid
  - 1989 - De Colombiaanse president Virgilio Barco doet in de Algemene Vergadering van de Verenigde Naties in New York een dringende oproep aan de wereldgemeenschap om zijn land terzijde te staan in de strijd tegen de drugsmafia.
  - 2013 - Drugshandelaars in Bolivia gooien meer dan een miljoen dollar als betaling voor verdovende middelen uit een vliegtuig, zo'n 100 kilometer ten oosten van Santa Cruz de la Sierra.
  - 2013 - Een aanslag op een drukke markt in de Pakistaanse stad Pesjawar kost het leven aan 42 mensen en verwondt meer dan 100 anderen.
  - 2013 - In het zuiden van Irak blaast een man zichzelf op tijdens een begrafenis. Zeker 24 mensen worden gedood. Bij een aanslag op een rouwdienst in Hilla vallen 30 gewonden.
  - 2017 - De politie vindt drugs en wapens bij invallen in de clubhuizen van de motorclub Satudarah in Apeldoorn en Beverwijk.
  - 2023 - In Las Vegas (Verenigde Staten) houdt de politie een voormalig crimineel aan die door justitie verantwoordelijk wordt gehouden voor de moord op rapper Tupac Shakur (2Pac) in 1996.[3]
- Kunst en cultuur
  - 1994 - De later met een Gouden Kalf bekroonde film 1000 Rosen van regisseur Theu Boermans gaat in première.
  - 2017 - De grote winnaar van de Gouden Kalveren is de film Brimstone van regisseur Martin Koolhoven. De westernthriller weet zes van de negen nominaties te verzilveren, waaronder die voor Beste Film. Nooit eerder won een film zoveel Gouden Kalveren.
  - 2023 - De film Sweet Dreams is goed voor zes Gouden Kalveren op het Nederlands Film Festival waaronder het Gouden kalf voor beste film. De andere prijzen gaan naar Renée Soutendijk (beste hoofdrol in een speelfilm), Florian Myjer (beste bijrol), Ena Sendijarević (beste regie), Emo Weemhoff (beste camera) en Bernadette Corstens (beste kostuumontwerp). Eva Crutzen wint het Gouden Kalf voor beste hoofdrol in een dramaserie voor haar rol in de serie Bodem waarvoor zij ook het script schreef en die volgend jaar op tv zal verschijnen. De publieksprijs gaat naar de film De Tatta's.[4]
- Media
  - 1968 - Eerste uitzending van de Fabeltjeskrant op de Nederlandse televisie.[1][5]
  - 1992 - Veronica zendt op Nederland 2 de eerste aflevering uit van All You Need Is Love. Robert ten Brink presenteert het programma en zal dat tot op heden blijven doen.
  - 2008 - Het einde van de papieren editie van de gratis krant DAG wordt aangekondigd.
- Oorlog
  - 1364 - Slag om Auray - Engelse troepen verslaan de Franse.[1]
  - 1567 - De Hertog van Alva arresteert tijdens een diner Graaf van Egmont en de Graaf van Hoorn op beschuldiging van verraad. Beiden worden op 5 juni 1568 in Brussel onthoofd.[1]
  - 1911 - Begin van de Italiaans-Turkse Oorlog.
  - 1939 - Polen wordt verdeeld tussen nazi-Duitsland en de Sovjet-Unie.[1]
  - 1943 - De Amerikaanse generaal Dwight D. Eisenhower en de Italiaanse maarschalk Pietro Badoglio ondertekenen een wapenstilstand op het Brits schip Nelson buiten de kust van Malta.[1]
  - 1944 - Sovjet-troepen trekken Joegoslavië binnen.[1]
  - 2012 - Bij gevechtshandelingen ontstaat een brand die grote schade aanricht in de op de Werelderfgoedlijst staande soek in het oude centrum van de Syrische stad Aleppo.
  - 2015 - Bij gevechten tussen het Afghaanse regeringsleger en terreurgroep Taliban in de stad Kunduz komen meer dan 80 militanten om het leven.
- Politiek
  - 1973 - President Albert-Bernard Bongo van Gabon maakt bekend dat hij van het christendom tot de islam is bekeerd en de naam Omar Bongo heeft aangenomen.
  - 2000 - Het Hooggerechtshof van Zimbabwe verbiedt de regering om blanke boeren binnen dertig dagen van hun land af te zetten. De uitspraak is een tegenslag voor president Robert Mugabe, die in oktober drieduizend grote boerderijen die eigendom zijn van blanken aan zijn achterban had willen geven.
  - 2012 - Het kabinet-Betrian wordt door de waarnemend Gouverneur geïnstalleerd op Curaçao, maar oud-premier Gerrit Schotte beschouwt dit als een staatsgreep en weigert plaats te maken.
  - 2013 - Bij gemeenteraadsverkiezingen in Portugal worden de regeringspartijen zwaar afgestraft vanwege van hun besparingsbeleid.
  - 2020 - In België is na een bijna recordlange formatie van 493 dagen de vorming van een nieuwe regering rond, onder leiding van Alexander De Croo.[6] (Lees verder)
- Recreatie
  - 2012 - Dwervelwind opent in Attractiepark Toverland.
- Religie
  - 855 - Benedictus III wordt Paus.[1]
  - 1623 - Kroning van Paus Urbanus VIII in Rome.[1]
  - 1803 - Zaligverklaring van kardinaal Giuseppe Maria Tomasi.
  - 1850 - Herstel van de rooms-katholieke bisschoppelijke hiërarchie in Engeland en Wales met het Aartsbisdom Westminster en twaalf bisdommen.
  - 1963 - Paus Paulus VI opent in Rome de tweede zitting van het Tweede Vaticaans Concilie.
  - 1997 - Oprichting van de rooms-katholieke Missio sui juris Oezbekistan, de Missio sui juris Tadzjikistan en de Missio sui juris Turkmenistan.
- Sport
  - 1976 - In Tbilisi wordt het Dinamo Stadion geopend, de thuisbasis van de Georgische voetbalclub FC Dinamo Tbilisi.
  - 2003 - Heropening van stadion Soldier Field in de Amerikaanse stad Chicago.
  - 2013 - De Keniaanse atleet Wilson Kipsang verbetert in Berlijn het wereldrecord op de marathon van zijn landgenoot Patrick Makau met vijftien seconden: twee uur, drie minuten en 22 seconden.
  - 2013 - De Portugees Rui Costa wordt in Florence wereldkampioen wielrennen bij de wegrit mannen elite.
  - 2013 - België, met Clément Desalle, Ken De Dycker en Jeremy Van Horebeek, wint in Teutschenthal de Motorcross der Naties. De vorige Belgische overwinning dateert van 2004.
  - 2013 - De volleyballers van Rusland winnen voor de eerste keer in de geschiedenis de Europese titel. In de finale is de ploeg met 3-1 te sterk voor Italië. Sterspeler Dmitriy Muserskiy wordt na afloop van het toernooi uitgeroepen tot meest waardevolle speler.
  - 2014 - De Nederlandse schaatsploeg Brand Loyalty en wielerploeg Belkin ondertekenen een contract voor samenwerking onder de naam TEAMLottoNL.
  - 2019 - Darter Krzysztof Ratajski wint de Gibraltar Darts Trophy. [7]
- Wetenschap en technologie
  - 1970 - Opening Nieuwe IJsselbrug over de IJssel bij Zwolle.[1]
  - 1977 - De Sovjet-Unie lanceert het Saljoet 6 ruimtestation. Het is het 8e ruimtestation in het Saljoet programma en het eerste van dit programma dat langdurige missies ondersteund.[8]
  - 1988 - Lancering van de Spaceshuttle Discovery (STS-26), de eerste Spaceshuttlevlucht sinds de ramp met de Challenger (28 januari 1986).
  - 1997 - Britse wetenschappers stellen het verband vast tussen de Ziekte van Creutzfeldt-Jakob en de zogenaamde gekkekoeienziekte (BSE).
  - 2004 - De planetoïde 4179 Toutatis passeert op relatief korte afstand (ongeveer 4 maanafstanden) de aarde.[9]
  - 2022 - Landing van de Russische Sojoez MS-21 met bemanningsleden Oleg Artemjev, Denis Matvejev en Sergej Korsakov. Hiermee is Expeditie 67 voorbij.[10]
  - 2022 - Het NASA ruimtevaartuig Juno passeert Europa, een maan van de planeet Jupiter, op een afstand van ongeveer 352 km en maakt foto's terwijl de wetenschappelijke instrumenten aan boord metingen verrichten.[11]
  - 2023 - NASA maakt bekend dat de missie van de New Horizons sonde in elk geval zal doorgaan totdat het toestel, naar verwachting in 2028 of 2029, de Kuipergordel gaat verlaten. Het verzamelen van gegevens over de zonnefysica zal het primaire doel van de missie zijn, maar ook het bezoeken van een bereikbaar object in de Kuipergordel behoort nog tot de mogelijkheden ook al is zo'n object nog niet gevonden.[12]

## Geboren

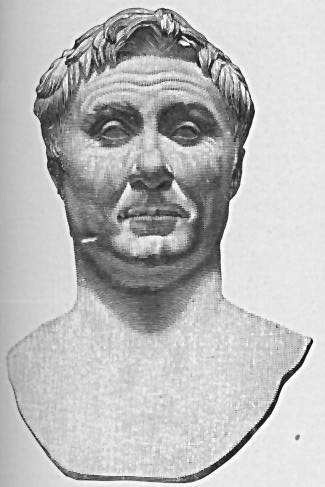
Gnaeus Pompeius Magnus
geboren in 106 v.Chr.

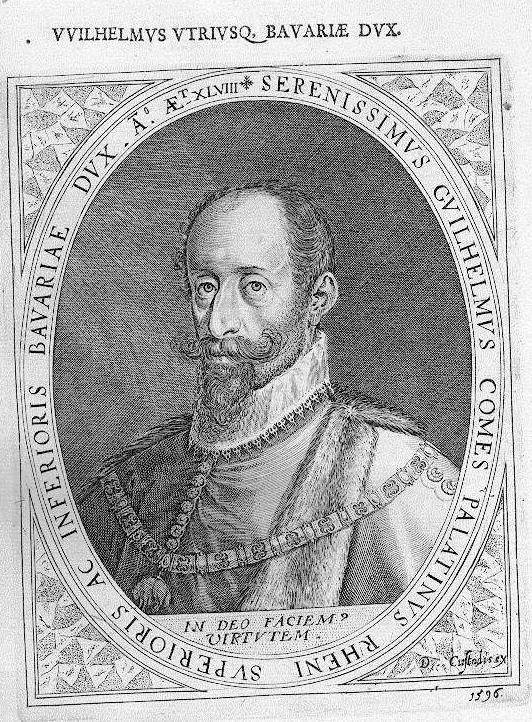
Willem V van Beieren
geboren in 1548

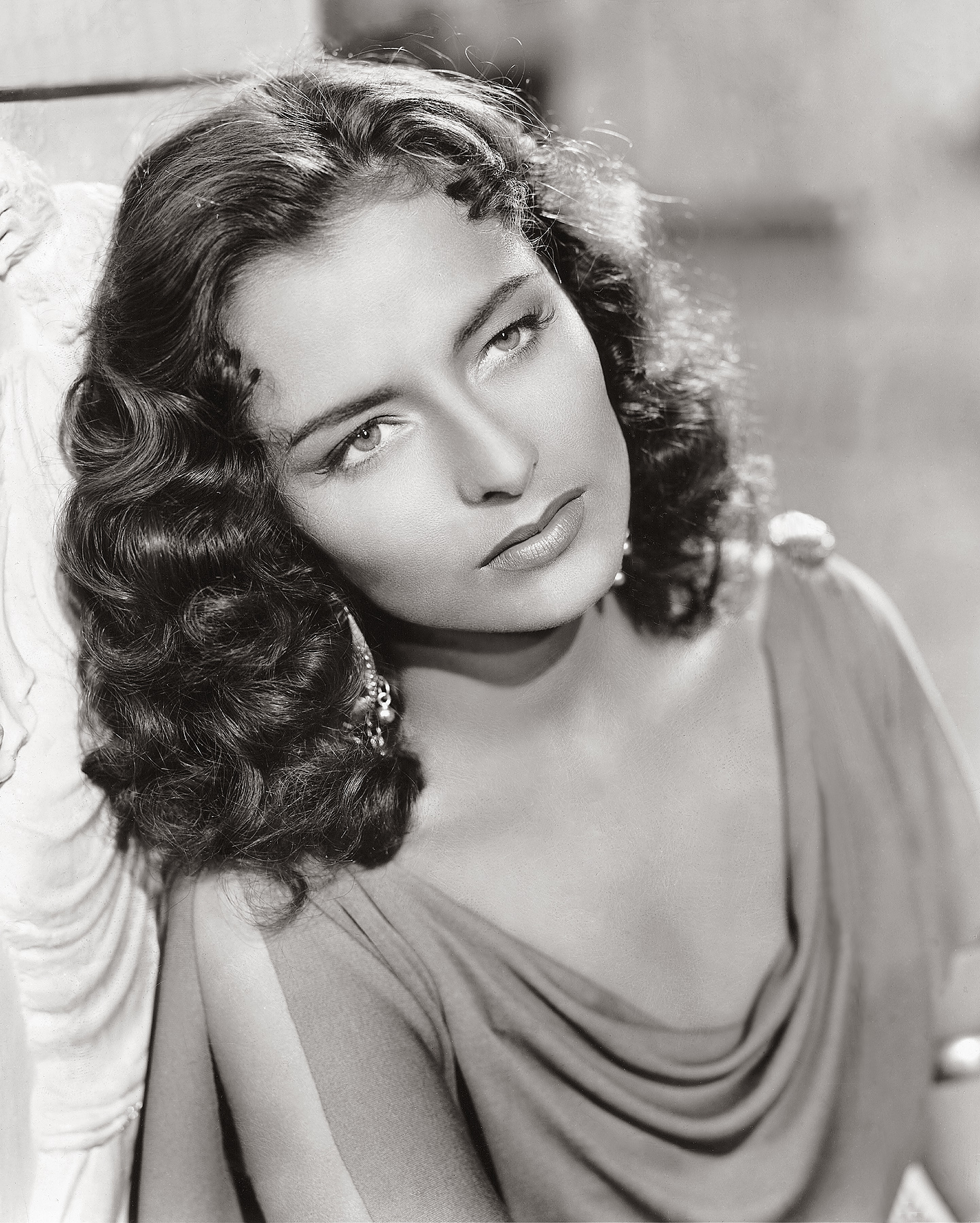
Marina Berti
geboren in 1924

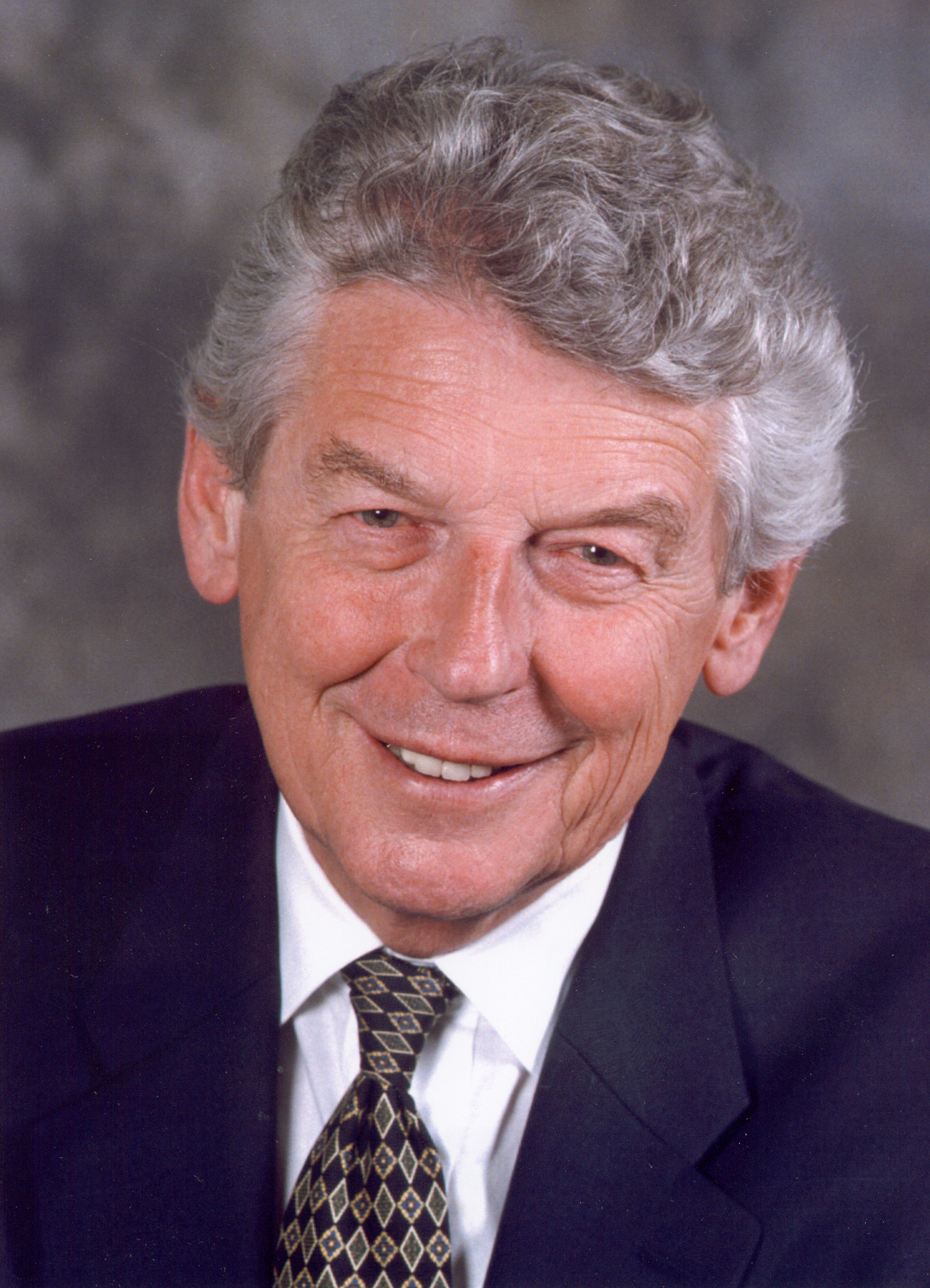
Wim Kok
geboren in 1938

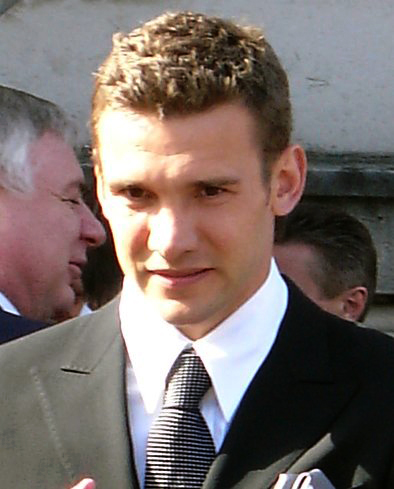
Andrij Sjevtsjenko
geboren in 1976

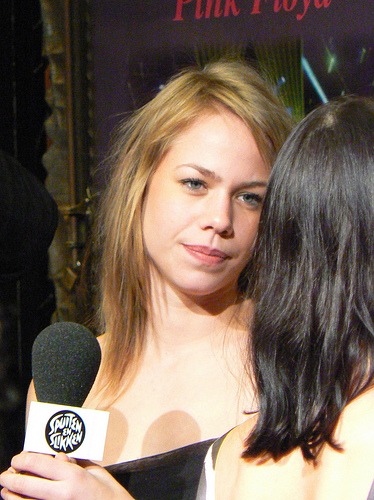
Nicolette Kluijver
geboren in 1984

- 106 v.Chr. - Gnaeus Pompeius Magnus, Romeins staatsman (overleden 48 v.Chr.)
- 1402 - Ferdinand van Portugal, prins van Portugal, (overleden 1443)
- 1547 - Miguel de Cervantes, Spaans schrijver (overleden 1616)
- 1548 - Willem V, hertog van Beieren  (overleden 1626)
- 1571 - Caravaggio (Michelangelo Merisi), Italiaans schilder (overleden 1610)
- 1758 - Lord Horatio Nelson, Brits admiraal (overleden 1805)
- 1766 - Prinses Charlotte, oudste dochter van koning George III en tweede vrouw van koning Frederik I van Württemberg (overleden 1828)
- 1786 - Guadalupe Victoria, Mexicaans onafhankelijkheidsstrijder en eerste president van Mexico (overleden 1843)
- 1800 - Frederick Bakewell, Engels natuurkundige en uitvinder (overleden 1869)
- 1815 - Andreas Achenbach, Duits landschapsschilder (overleden 1910)
- 1829 - Louis Latouche, Frans kunstschilder (overleden 1883)
- 1853 - Thyra van Denemarken, Deens prinses (overleden 1933)
- 1859 - J. Horace McFarland, Amerikaans uitgever (overleden 1948)
- 1863 - Hugo Haase, Duits sociaaldemocratisch politicus (overleden 1919)
- 1867 - Walther Rathenau, Duits industrieel en politicus (overleden 1922)
- 1885 - Sara Mae Stinchfield Hawk, Amerikaans logopedist (overleden 1977)
- 1886 - Jan Drijver, Nederlands ornitholoog en natuurbeschermer (overleden 1963)
- 1887 - Duncan Mackinnon, Brits roeier (overleden 1917)
- 1895 - Clarence Tom Ashley, Amerikaans folkmusicus (overleden 1967)
- 1899 - Josine Reuling, Nederlands schrijver (overleden 1961)
- 1901 - Enrico Fermi, Italiaans natuurkundige (overleden 1954)
- 1901 - Lanza del Vasto, Italiaans filosoof, poëet, artiest, en geweldloos activist (overleden 1981)
- 1903 - Diana Vreeland, Amerikaans modejournalist (overleden 1989)
- 1907 - Gene Autrey, Amerikaans countryzanger en acteur (overleden 1998)
- 1908 - Eddie Tolan, Amerikaans atleet (overleden 1967)
- 1910 - Virginia Bruce, Amerikaans actrice en zangeres (overleden 1982)
- 1911 - Charles Court, 21e premier van West-Australië (overleden 2007)
- 1912 - Michelangelo Antonioni, Italiaans filmregisseur, schrijver en kunstschilder (overleden 2007)
- 1913 - Carel Beke, Nederlands kinderboekenschrijver (overleden 2007)
- 1913 - Silvio Piola, Italiaans voetballer (overleden 1996)
- 1918 - Anna Kalouta, Grieks actrice (overleden 2010)
- 1918 - Abe Kuipers, Nederlands beeldend kunstenaar en typograaf (overleden 2016)
- 1919 - Martha Dewachter, Belgisch actrice (overleden 2016)
- 1919 - Margot Hielscher, Duits filmactrice en zangeres (overleden 2017)
- 1919 - Masao Takemoto, Japans gymnast (overleden 2007)
- 1919 - Kira Zvorykina, Oekraïens-Russisch schaakster (overleden 2014)
- 1921 - James Richard Pennington (Dick) van Hoey Smith, Nederlands dendroloog (overleden 2010)
- 1922 - Esther Brand, Zuid-Afrikaans atlete (overleden 2015)
- 1924 - Marina Berti, Italiaans actrice (overleden 2002)
- 1928 - Ankie Peypers, Nederlands dichteres, schrijfster en journaliste (overleden 2008)
- 1928 - Gerhard Stoltenberg, Duits politicus (overleden 2001)
- 1929 - Rolf Kühn, Duits jazzklarinettist, componist en orkestleider (overleden 2022)
- 1930 - Richard Bonynge, Australisch dirigent/pianist
- 1930 - Colin Dexter, Engels misdaadschrijver, bekend van Inspector Morse en Lewis (televisieseries) (overleden 2017)
- 1931 - James Cronin, Amerikaans kernfysicus en Nobelprijswinnaar (overleden 2016)
- 1931 - Anita Ekberg, Zweeds actrice (overleden 2015)
- 1932 - Robert Benton, Amerikaans filmregisseur en scenarioschrijver (overleden 2025)
- 1932 - Michel Murr, Libanees politicus en zakenman (overleden 2021)
- 1933 - Josef Kadraba, Tsjecho-Slowaaks voetballer (overleden 2019)
- 1933 - Samora Machel, Mozambikaans president (overleden 1986)
- 1933 - Gerard Vekeman, Belgisch zanger, kunstschilder en beeldhouwer
- 1934 - Mihály Csíkszentmihályi, Amerikaans psycholoog (overleden 2021)
- 1934 - Henk Kronenberg, Nederlands bisschop (overleden 2020)
- 1934 - Jim Wehba, Amerikaans professioneel worstelaar (overleden 2010)
- 1935 - Mylène Demongeot, Frans actrice (overleden 2022)
- 1935 - Jerry Lee Lewis, Amerikaans zanger en pianist (overleden 2022)
- 1936 - Silvio Berlusconi, Italiaans premier (overleden 2023)
- 1937 - John van Graafeiland, Nederlands politicus en burgemeester
- 1937 - Wim Udenhout, Surinaams politicus (overleden 2023)
- 1937 - Nina Wang, Chinees ondernemer (overleden 2007)
- 1938 - Wim Kok, Nederlands politicus (overleden 2018)
- 1938 - Tuur Van Wallendael, Belgisch journalist en politicus (overleden 2009)
- 1939 - Fikret Abdić, Bosnisch-Kroatisch zakenman, politicus en militair
- 1939 - Tommy Boyce, Amerikaans songwriter (overleden 1994)
- 1939 - Larry Linville, Amerikaans acteur (overleden 2000)
- 1942 - Felice Gimondi, Italiaans wielrenner (overleden 2019)
- 1942 - Pé Hawinkels, Nederlands letterkundige (overleden 1977)
- 1942 - Bill Nelson, Amerikaans politicus
- 1943 - Abdul Koroma, Sierra Leoons diplomaat en rechter
- 1943 - Wolfgang Overath, Duits voetballer
- 1943 - Lech Wałęsa, Pools president en vakbondsleider
- 1944 - Dave Colman, Brits radio-dj
- 1944 - Ralf Drecoll, Duits atleet (overleden 2012)
- 1945 - Tatjana Tauer, Russisch harpiste (overleden 1994)
- 1947 - Pjotr Müller, Nederlands beeldend kunstenaar
- 1948 - Joe Dizon, Filipijns priester en activist (overleden 2013)
- 1948 - Theo Jörgensmann, Duits musicus
- 1951 - Michelle Bachelet, Chileens presidente
- 1952 - Patrícia Gabancho i Ghielmetti, Spaans-Argentijns schrijfster en journaliste (overleden 2017)
- 1952 - Monika Zehrt, Oost-Duits atlete
- 1953 - Miguel Aguilar, Boliviaans voetballer
- 1953 - Xabier Azkargorta, Spaans voetballer en voetbalcoach
- 1953 - Ante Čačić, Kroatisch voetbalcoach
- 1953 - Drake Hogestyn, Amerikaans (soap)acteur (overleden 2024)
- 1953 - Jos Ho Sack Wa, Surinaams taekwondoka en zangvogelsporter (overleden 2024)
- 1953 - Roy Martina, Nederlands alternatief genezer
- 1954 - Bo Gustafsson, Zweeds snelwandelaar
- 1954 - Masoud Pezeshkian, Iraans hartchirurg en politicus; president sinds 2024
- 1955 - Tjibbe Joustra, Nederlands kunstenaar
- 1956 - Sebastian Coe, Brits atleet en politicus
- 1956 - Fons Naterop, Nederlands burgemeester
- 1956 - Piet Raijmakers, Nederlands springruiter
- 1958 - Ron Jans, Nederlands voetbaltrainer en voetballer
- 1958 - Mark Overmars, Nederlands informaticus
- 1958 - Karen Young, Amerikaans actrice
- 1958 - Edwin P.C. Zonneveld, Nederlands schrijver
- 1959 - Carlos Cardús, Spaans motorcoureur
- 1959 - Jon Fosse, Noors schrijver
- 1959 - Raymond Thiry, Nederlands acteur
- 1960 - Henk Groener, Nederlands handballer en handbalcoach
- 1961 - Dale Dickey, Amerikaans actrice
- 1961 - Julia Gillard, Australisch politica en premier
- 1961 - Tjalling Dilling, Nederlands voetballer
- 1962 - Janne Andersson, Zweeds voetballer en voetbalcoach
- 1962 - Roger Bart, Amerikaans acteur
- 1962 - Maurício de Oliveira Anastácio (Maurício), Braziliaans voetballer
- 1962 - Xolile Yawa, Zuid-Afrikaans atleet
- 1963 - Les Claypool, Amerikaans bassist en zanger
- 1963 - John Jones, Nederlands acteur
- 1964 - Pierre-Marie Deloof, Belgisch roeier
- 1964 - Tom Sizemore, Amerikaans acteur
- 1966 - Bujar Nishani, president van Albanië (overleden 2022)
- 1966 - Jill Whelan, Amerikaans actrice
- 1967 - Brett Anderson, Brits zanger
- 1969 - Erika Eleniak, Amerikaans actrice
- 1969 - Cho Youn-jeong, Zuid-Koreaans boogschutter
- 1969 - Ivica Vastić, Oostenrijks voetballer
- 1970 - Noumandiez Doué, Ivoriaans voetbalscheidsrechter
- 1970 - Tina Fischer, Duits golfster
- 1970 - Russell Peters, Canadees stand-upcomedian
- 1970 - Yoshihiro Tajiri, Japans professioneel worstelaar
- 1970 - Natasha Gregson Wagner, Amerikaans actrice (dochter van Natalie Wood)
- 1971 - Jeffrey Talan, Nederlands voetballer
- 1971 - Stacy Carter, Amerikaans professioneel worstelaarster
- 1971 - Giampiero Maini, Italiaans voetballer
- 1971 - Patrick Posing, Luxemburgs voetballer
- 1972 - Koen Allaert, Belgisch atleet
- 1972 - Niels Hoogland, Nederlands diskjockey
- 1972 - Robert Webb, Brits komiek, acteur en schrijver
- 1973 - Gregorio Lavilla, Spaans motorcoureur
- 1975 - Ben Berden, Belgisch veldrijder
- 1975 - Patrick van Kalken, Nederlands judoka
- 1976 - Tobias Dier, Duits golfer
- 1976 - Óscar Sevilla, Spaans wielrenner
- 1976 - Andrij Sjevtsjenko, Oekraïens voetballer
- 1976 - Juan Wells, Surinaams/Nederlands popzanger en acteur
- 1978 - Karel Klaver, Nederlands hockeyer
- 1978 - Karen Putzer, Italiaans alpineskiester
- 1980 - Răzvan Florea, Roemeens zwemmer
- 1980 - Zachary Levi, Amerikaans acteur
- 1981 - Shane Smeltz, Nieuw-Zeelands voetballer
- 1981 - Jo Vermast, Belgisch voetballer
- 1982 - Amy Williams, Brits skeletonracer
- 1983 - Kris Coene, Belgisch atleet
- 1984 - Rune Jarstein, Noors voetballer
- 1984 - Nicolette Kluijver, Nederlands presentatrice en model
- 1984 - Per Mertesacker, Duits voetballer
- 1985 - Sylvia Geersen, Nederlands model
- 1985 - Niklas Moisander, Fins voetballer
- 1986 - Andrey Amador, Costa Ricaans wielrenner
- 1986 - Stefan Hula Jr, Pools schansspringer
- 1988 - Kevin Durant, Amerikaans basketballer
- 1988 - Ir-Sais, Bonairiaans zanger
- 1988 - Cendrino Misidjan, Surinaams voetballer
- 1988 - Dietmar Nöckler, Italiaans langlaufer
- 1989 - Laura Peel, Australisch freestyleskiester
- 1989 - Joel Bosqued, Spaans acteur
- 1990 - Gheorghe Grozav, Roemeens voetballer
- 1990 - Ann Sophie, Duits zangeres
- 1991 - Martin Jensen, Deens diskjockey en producer
- 1991 - Hélène Rousseaux, Belgisch volleybalster
- 1992 - Leonie Maier, Duits voetbalster
- 1993 - Oussama Darfalou, Algerijns voetballer
- 1993 - Tim Dekker, Nederlands atleet
- 1993 - Spencer Pigot, Amerikaans autocoureur
- 1993 - Maren Skjøld, Noors alpineskiester
- 1993 - Stefan Zdravković, Servisch zanger
- 1994 - Britteny Cox, Australisch freestyleskiester
- 1994 - Halsey (Ashley Nicolette Frangipane), Amerikaans zangeres
- 1994 - Katarzyna Niewiadoma, Pools wielrenster
- 1995 - Tara Hetharia, Nederlands actrice
- 1995 - Dominique Karregat, Nederlands tennisster
- 1995 - Yolane Kukla, Australisch zwemster
- 1996 - Lotta Udnes Weng, Noors langlaufster
- 1996 - Tiril Udnes Weng, Noors langlaufster
- 1997 - Veerle Bakker, Nederlands atlete
- 1997 - Luara Hairapetian, Armeens zangeres
- 1998 - Álex Jaime, Spaans wielrenner
- 2000 - Iver Tildheim Andersen, Noors langlaufer
- 2000 - Christian Brooks, Amerikaans autocoureur
- 2000 - Bente Fokkens (Bente), Nederlands actrice en zangeres
- 2000 - Claudia Kanne, Nederlands actrice
- 2000 - Jaden McDaniels, Amerikaans basketballer
- 2000 - Ilse van Walsem, Nederlands voetbalster
- 2002 - Milan Hilderink, Nederlands voetballer
- 2004 - Jeyland Mitchell, Costa Ricaans voetballer

## Overleden

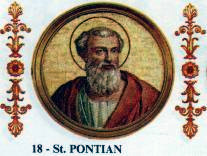
Paus Pontianus
overleden in 235

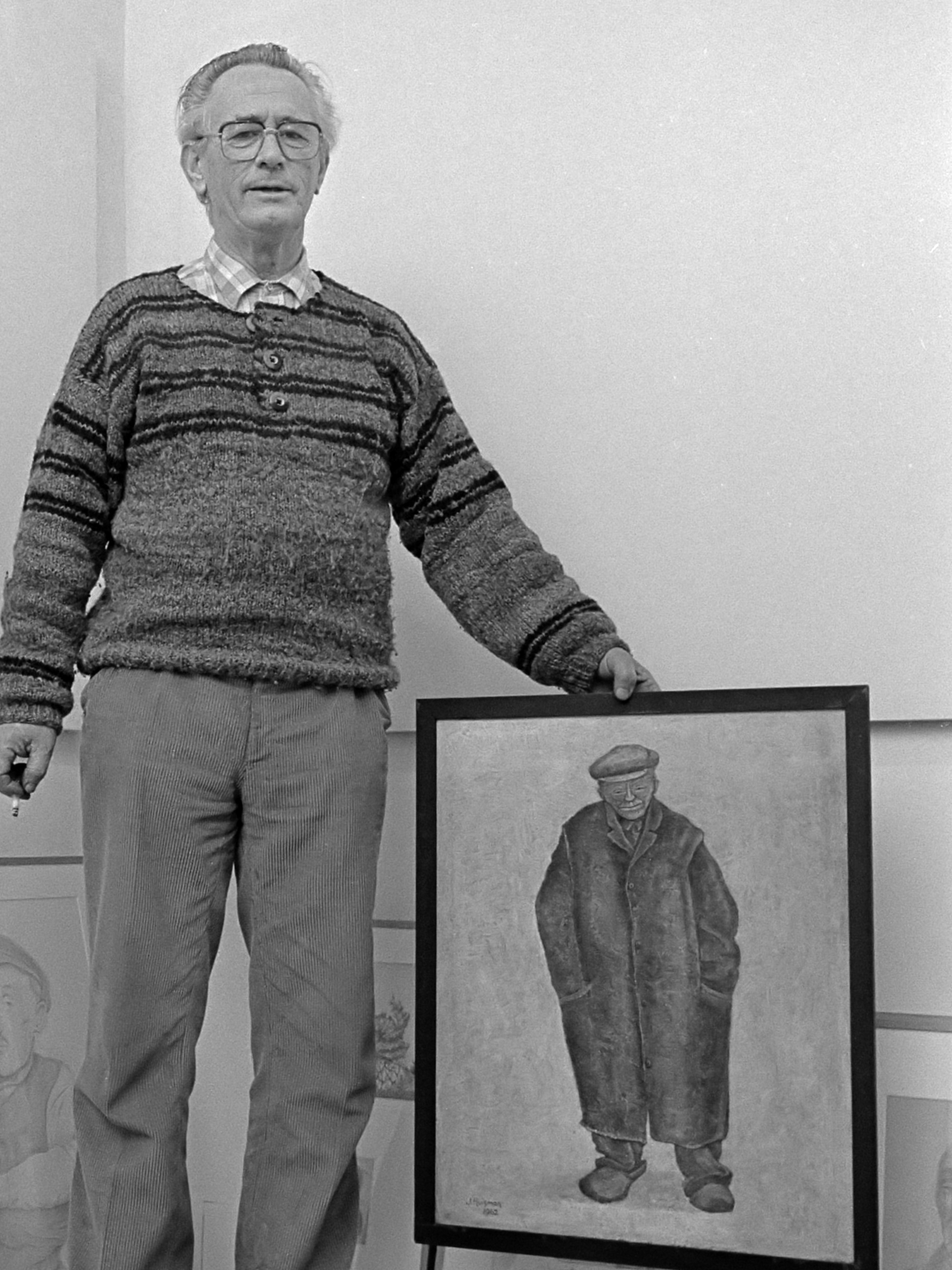
Jopie Huisman
overleden in 2000

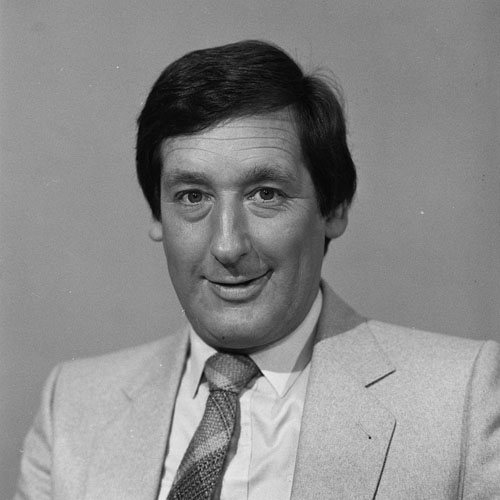
Dick Passchier
overleden in 2017

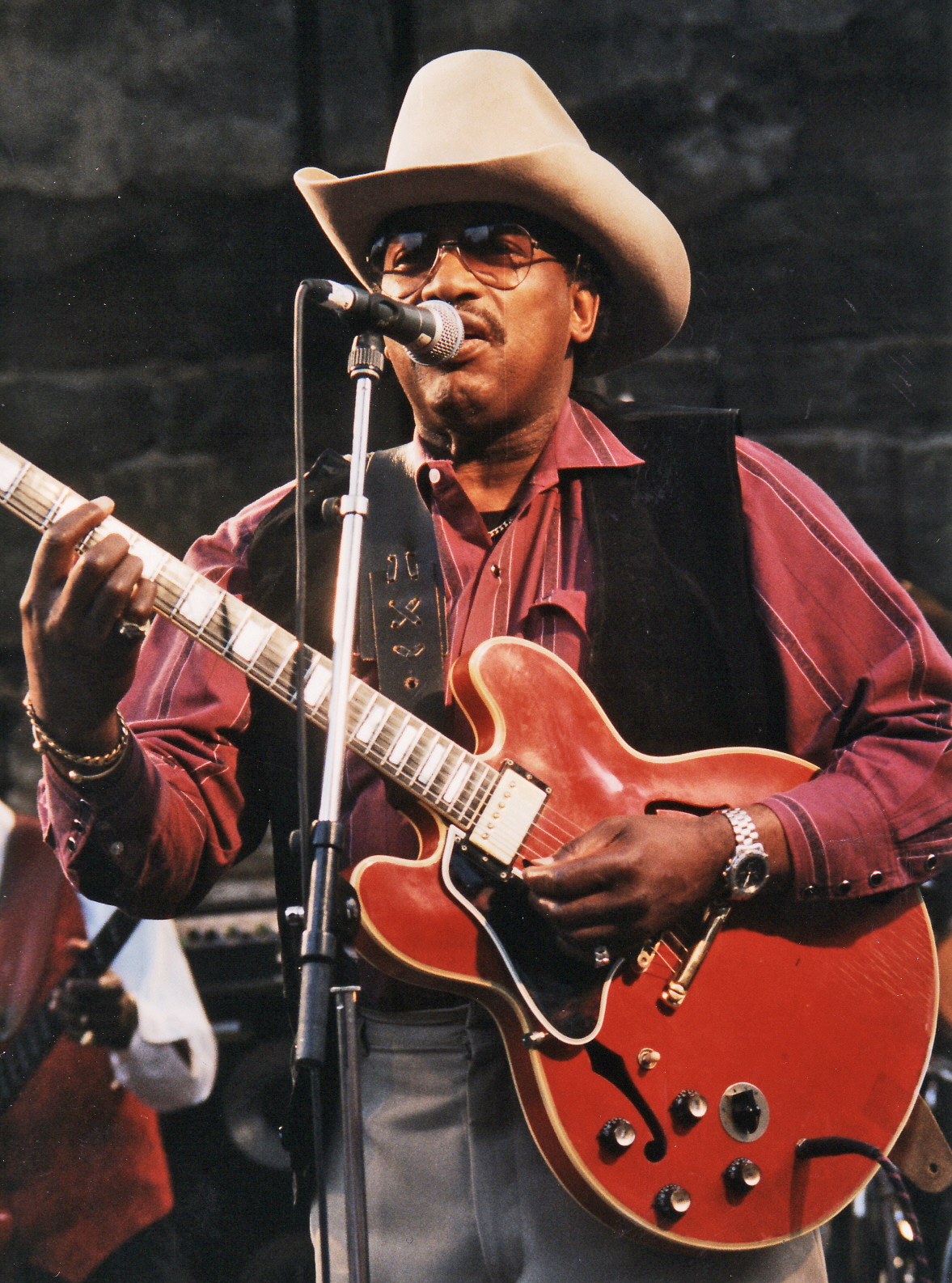
Otis Rush
overleden in 2018

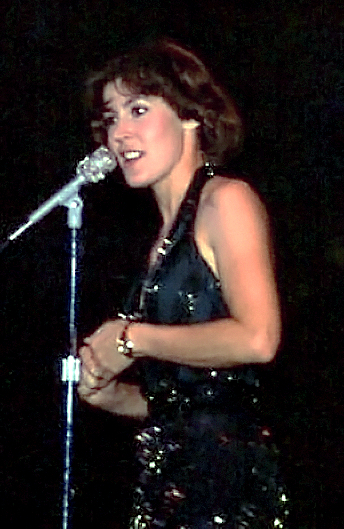
Helen Reddy
overleden in 2020

- 235 - Sint Pontianus, paus van 230-235
- 855 - Lotharius I (60), Rooms-Duits keizer
- 1409 - Margaretha van der Mark, Duits gravin
- 1494 - Angelo Poliziano (40), Italiaans dichter en humanist
- 1590 - Gustaaf I van Zweden (64), koning van Zweden
- 1633 - Samuel Godin (±72), koopman uit de Zuidelijke Nederlanden
- 1675 - Frederik van Nassau-Weilburg (35), graaf van Nassau-Weilburg
- 1800 - Michael Denis (71), Oostenrijks schrijver en lepidopterist
- 1802 - August Batsch (40), Duits natuurvorser en mycoloog
- 1867 - Sterling Price (58), Amerikaans generaal
- 1882 - Maria Pia van Bourbon-Sicilië (33), prinses der Beide Siciliën en hertogin van Parma
- 1883 - Victor-Augustus Dechamps (72), Belgisch kardinaal-aartsbisschop van Mechelen
- 1896 - Johan Gottfried Conradi (77), Noors componist
- 1902 - William McGonagall (77), Schots dichter
- 1902 - Émile Zola (62), Frans schrijver en pamflettist
- 1910 - Winslow Homer (74), Amerikaans kunstschilder
- 1913 - Rudolf Diesel (55), Duits uitvinder
- 1914 - Jean Bouin (25), Frans atleet
- 1930 - Ilja Repin (86), Russisch schilder
- 1933 - Georges Lemaire (28), Belgisch wielrenner
- 1937 - Ray Ewry (63), Amerikaans atleet
- 1941 - Felipe Agoncillo (82), Filipijns diplomaat en politicus
- 1944 - Harry Chamberlin (57), Amerikaans ruiter
- 1951 - Evan Roberts (73), Welsh prediker
- 1956 - Anastasio Somoza García (60), president van Nicaragua
- 1958 - Aarre Merikanto (65), Fins componist
- 1964 - Fred Tootell (62), Amerikaans atleet
- 1967 - Carson McCullers (50), Amerikaans schrijfster
- 1968 - Paul Radmilovic (82), Brits waterpoloër en zwemmer
- 1973 - W.H. Auden (66), Engels schrijver
- 1974 - Jan Smallenbroek (65), Nederlands politicus
- 1979 - Francisco Macías Nguema (55), president van Equatoriaal-Guinea
- 1981 - Bill Shankly (68), Schots voetballer en voetbaltrainer
- 1984 - Marnix Gijsen (84), Belgisch schrijver
- 1988 - Charles Addams (76), Amerikaans cartoonist
- 1994 - Cheb Hasni (26), Algerijns zanger
- 1995 - Leopold Flam (83), Belgisch filosoof, essayist en verzetsstrijder
- 1995 - Elja Pelgrom (44), Nederlands actrice
- 1996 - Shusaku Endo (73), Japans schrijver
- 1997 - Roy Lichtenstein (73), Amerikaans pop art-kunstenaar
- 2000 - Wim Bijmoer (86), Nederlands tekenaar, illustrator en decorontwerper
- 2000 - Jopie Huisman (77), Nederlands kunstschilder en tekenaar
- 2001 - Gloria Foster (67), Amerikaans actrice
- 2001 - Nguyen Van Thieu (78), president van Zuid-Vietnam
- 2002 - Mickey Newbury (62), Amerikaans singer-songwriter
- 2004 - Ernst van der Beugel (86), Nederlands econoom, diplomaat en politicus
- 2004 - Christer Pettersson (57), Zweeds crimineel
- 2006 - Jan Werner Danielsen (30), Noors zanger
- 2007 - Lois Maxwell (80), Canadees actrice
- 2007 - Cees Slinger (78), Nederlands jazzpianist
- 2007 - Gyula Zsivótzky (60), Hongaars atleet
- 2008 - Relus ter Beek (64), Nederlands politicus
- 2009 - Ulf Larsson (54), Zweeds acteur
- 2009 - Sperantza Vrana (83), Grieks actrice
- 2010 - Georges Charpak (86), Pools-Frans natuurkundige en Nobelprijswinnaar
- 2010 - Tony Curtis (85), Amerikaans acteur
- 2010 - Rudolf Mees (79), Nederlands bankier
- 2011 - Hella Haasse (93), Nederlands schrijfster
- 2011 - Sylvia Robinson (75), Amerikaans zangeres, muziekproducente en songwriter
- 2011 - Albert Weinberg (89), Belgisch striptekenaar
- 2012 - Hebe Camargo (83), Braziliaans actrice, zangeres en televisiepresentatrice
- 2015 - Jean Schalekamp (89), Nederlands schrijver
- 2015 - Phil Woods (83), Amerikaans saxofonist
- 2016 - Miriam Defensor-Santiago (71), Filipijns rechter en politicus
- 2017 - Joep Baartmans-van den Boogaart (77), Nederlands politica
- 2017 - Ljoedmila Belooesova (81), Russisch kunstschaatsster
- 2017 - Dick Passchier (84), Nederlands presentator
- 2017 - Hans Sonnenberg (89), Nederlands kunsthandelaar en -verzamelaar, galeriehouder en filantroop
- 2018 - Luigi Agnolin (75), Italiaans voetbalscheidsrechter
- 2018 - Otis Rush (84), Amerikaans blueszanger en -muzikant
- 2018 - Richard Searfoss (62), Amerikaans ruimtevaarder
- 2020 - Mac Davis (78), Amerikaans zanger
- 2020 - Helen Reddy (78), Australisch zangeres
- 2021 - Hayko (48),  Armeens zanger
- 2021 - Alexandre José Maria dos Santos (96), Mozambikaans kardinaal
- 2022 - Kathleen Booth (100), Brits computerwetenschapster en wiskundige
- 2022 - Rob Landsbergen (62), Nederlands voetballer
- 2022 - Gaston Van Camp (83), Belgisch schrijver
- 2022 - Paul Veyne (92), Frans historicus
- 2023 - Saad Eddin Ibrahim (84), Egyptisch-Amerikaans hoogleraar sociologie

## Viering/herdenking
- Rooms-Katholieke kalender:

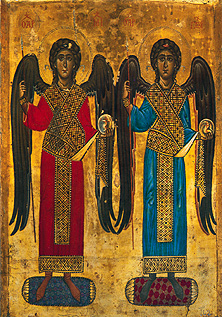
Aartsengelen

  - Feest van de HH. Michaël, Gabriël en Rafaël, aartsengelen - Feest
  - Heilige (christendom) Rhipsime van Armenië met Gaiana († 290)

## Weerextremen

### Nederland
| | Officiële records | Officiële records | Officiële records |      | Landelijke records | Landelijke records | Landelijke records  |
| Gebeurtenis | Jaar              | Extreem           | Locatie           | Jaar | Extreem            | Locatie            |                     |
| --- | ----------------- | ----------------- | ----------------- | ---- | ------------------ | ------------------ | ------------------- |
| Laagste etmaalgemiddelde temperatuur (°C) | 1915              | 7,0               | De Bilt           |      | 1954               | 6,6                | Deelen              |
| Hoogste etmaalgemiddelde temperatuur (°C) | 1934              | 18,2              | De Bilt           |      | 1934               | 20,7               | Maastricht          |
| Laagste minimumtemperatuur (°C) | 1921              | −0,4              | De Bilt           |      | 2018               | −0,8               | Twenthe             |
| Hoogste minimumtemperatuur (°C) | 2000              | 14,5              | De Bilt           |      | 1934               | 16,4               | Vlissingen          |
| Laagste maximumtemperatuur (°C) | 1915              | 9,4               | De Bilt           |      | 1915               | 8,9                | Eelde               |
| Hoogste maximumtemperatuur (°C) | 2011              | 25,2              | De Bilt           |      | 1934               | 27,8               | Eelde               |
| Hoogste uurgemiddelde windsnelheid (m/s) | 1935              | 14,9              | De Bilt           |      | 1935               | 22,1               | Vlissingen          |
| Hoogste windstoot (m/s) | 1957              | 20,6              | De Bilt           |      | 2021               | 27,0               | IJmuiden            |
| Langste zonneschijnduur (uur) | 1902              | 10,9              | De Bilt           |      | 2013               | 11,0               | Leeuwarden, Twenthe |
| Langste neerslagduur (uur) | 2019              | 12,1              | De Bilt           |      | 2007               | 21,1               | Leeuwarden          |
| Hoogste etmaalsom van de neerslag (mm) | 2019              | 22,1              | De Bilt           |      | 2019               | 35,0               | Leeuwarden          |
| Laagste etmaalgemiddelde relatieve vochtigheid (%) | 1959              | 63                | De Bilt           |      | 1934               | 48                 | Maastricht          |
| Laagste uurwaarde luchtdruk op zeeniveau (hPa) | 1915              | 990,3             | De Bilt           |      | 2019               | 990,1              | Hoorn Terschelling  |
| Hoogste uurwaarde luchtdruk op zeeniveau (hPa) | 2015              | 1037,6            | De Bilt           |      | 2015               | 1039,8             | Hoorn Terschelling  |
| Officiële records worden altijd gemeten op het KNMI-weerstation in De Bilt. Landelijke records kunnen worden gemeten op elk officieel KNMI-weerstation in Nederland. |                   |                   |                   |      |                    |                    |                     |

Uitzonderlijke gebeurtenissen
- 1905 - Laatste officiële zachte dag van het jaar (maximumtemperatuur ≥ 15 °C in De Bilt)
- 1905 - Laatste landelijke zachte dag van het jaar gemeten in De Bilt (maximumtemperatuur ≥ 15 °C op een officieel weerstation)
- 1905 - Laatste officiële warme dag van het jaar (maximumtemperatuur ≥ 20 °C in De Bilt)
- 1905 - Laatste landelijke warme dag van het jaar gemeten in De Bilt (maximumtemperatuur ≥ 20 °C op een officieel weerstation)
- 1910 - Laatste officiële warme dag van het jaar (maximumtemperatuur ≥ 20 °C in De Bilt)
- 1933 - Laatste officiële warme dag van het jaar (maximumtemperatuur ≥ 20 °C in De Bilt)
- 1934 - Laatste officiële warme dag van het jaar (maximumtemperatuur ≥ 20 °C in De Bilt)
- 1938 - Laatste officiële warme dag van het jaar (maximumtemperatuur ≥ 20 °C in De Bilt)
- 1941 - Laatste officiële warme dag van het jaar (maximumtemperatuur ≥ 20 °C in De Bilt)
- 1946 - Laatste officiële warme dag van het jaar (maximumtemperatuur ≥ 20 °C in De Bilt)
- 1958 - Laatste officiële warme dag van het jaar (maximumtemperatuur ≥ 20 °C in De Bilt)
- 1967 - Laatste officiële warme dag van het jaar (maximumtemperatuur ≥ 20 °C in De Bilt)
- 1982 - Laatste officiële warme dag van het jaar (maximumtemperatuur ≥ 20 °C in De Bilt)

### België
Dagrecords
- 1936 - Laagste etmaalgemiddelde temperatuur 7,3 °C
- 1934 - Hoogste etmaalgemiddelde temperatuur 21,2 °C
- 1936 - Laagste minimumtemperatuur 1,6 °C
- 2011 - Hoogste maximumtemperatuur 27,3 °C
- 1889 - Hoogste etmaalsom van de neerslag 36,1 mm

Uitzonderlijke gebeurtenissen
- 1954 - Vroegtijdige sneeuw op de Ardense plateaus.

<< · 1 · 2 · 3 · 4 · 5 · 6 · 7 · 8 · 9 · 10 · 11 · 12 · 13 · 14 · 15 · 16 · 17 · 18 · 19 · 20 · 21 · 22 · 23 · 24 · 25 · 26 · 27 · 28 · 29 · 30 · >>